# Лазурнокръста тангара
Лазурнокръстата тангара (Tangara cabanisi) е вид птица от семейство Тангарови (Thraupidae). Видът е застрашен от изчезване.

## Разпространение
Видът е разпространен в Гватемала и Мексико.